# Francesca Muzio

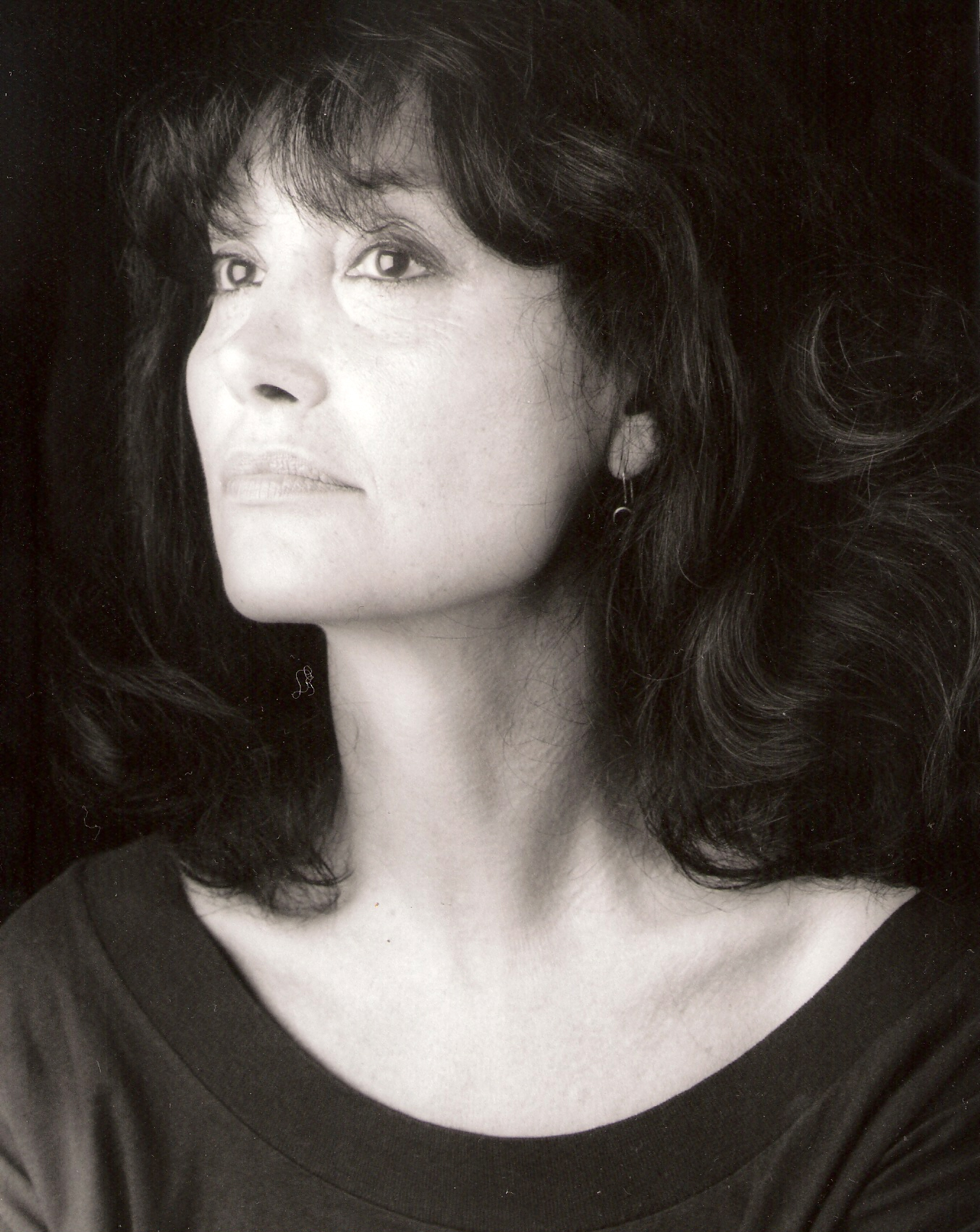
Francesca Muzio

Francesca Muzio (Roma, 12 maggio 1950) è un'attrice italiana.

## Biografia
Debutta al Teatro di Roma con Franco Enriquez. Dopo un film di successo popolare come La nipote (1975) interpreta per alcuni anni importanti ruoli femminili in grandi spettacoli teatrali, come La brocca Rotta di H. Von Kleist e quello di Rosaura nella trasposizione cinematografica del Calderon di Pasolini, diretto da Giorgio Pressburger.
Al teatro classico alterna il teatro moderno interpretando, oltre a Pasolini, Volponi, Testori, Prosperi. Si è occupata di restauro librario e ha pubblicato uno studio su un manoscritto del XV sec. Un trattato universale dei colori, e un glossario dei termini della pittura Le materie della pittura. Dopo la decisione di ritirarsi dalle scene, si è ritirata a vita privata.

## Filmografia

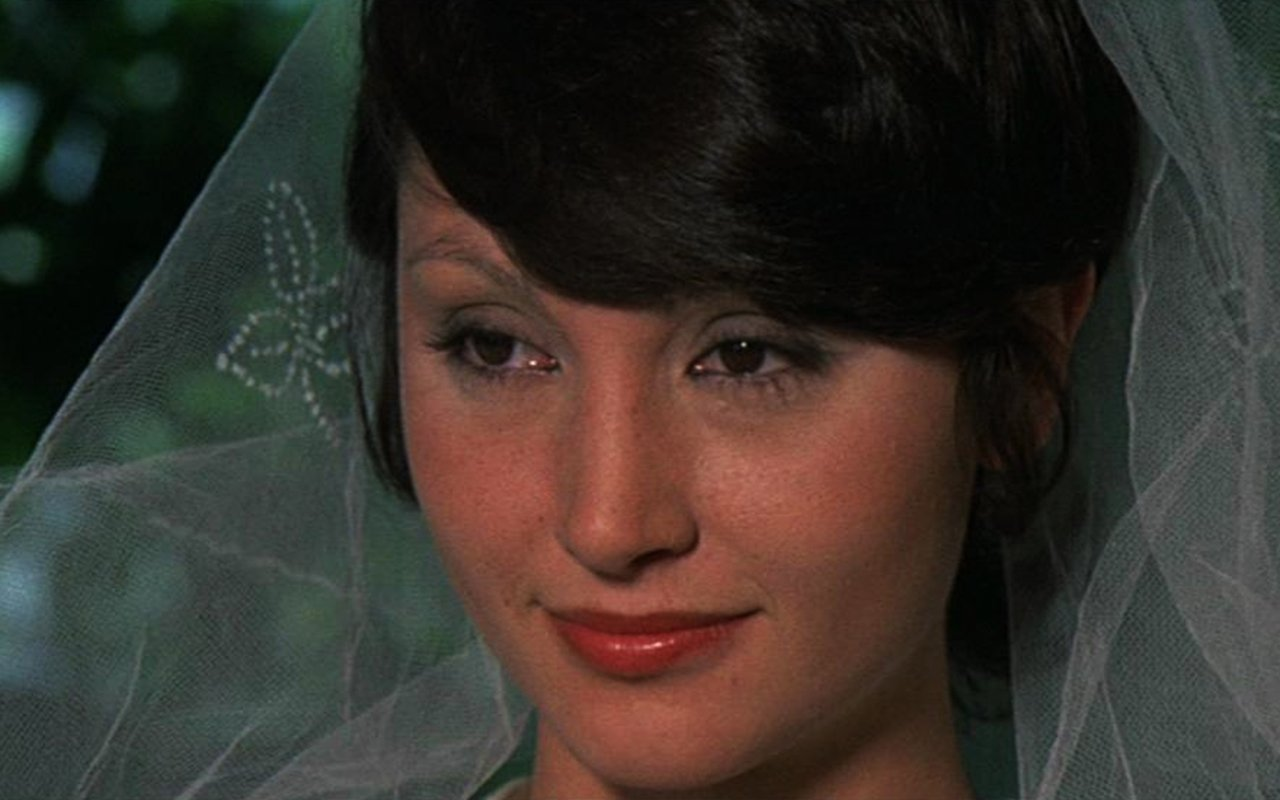
Francesca Muzio nel film La nipote (1974)

### Cinema
- Fermi tutti! È una rapina, regia di Enzo Battaglia (1975)
- La nipote, regia di Nello Rossati (1975)
- Un sistema infallibile, regia di Carlo Di Carlo (1975)
- Per questa notte, regia di Carlo Di Carlo (1977)
- Calderón, regia di Giorgio Pressburger (1981)
- Il mostro di Firenze, regia di Cesare Ferrario (1986)
- Giulia e Giulia, regia di Peter Del Monte (1987)

### Televisione
- Alle origini della mafia, regia di Enzo Muzii – miniserie TV, episodio La speranza (1976)
- Maternale, regia di Giovanna Gagliardo – film TV (1978)
- I problemi di Don Isidro – serie TV, episodio Hotel du Paradis (1978)
- Luigi Ganna detective – serie TV, episodio Al di là di quel pioppeto (1979)
- Episodi della vita di un uomo: Giovanni Cena, regia di Giuliana Berlinguer – film TV (1980)
- I giochi del diavolo, regia di Giulio Questi – miniserie TV, episodio L’uomo della sabbia (1981)
- Lo specchio palese, regia di Gianni Serra – miniserie TV, episodio I gelosi (1985)
- Casa di Bambola, regia di Gianni Serra – film TV (1986)
- Un posto al sole – soap opera (2001)
- Angela, regia di Andrea Frazzi e Antonio Frazzi – film TV (2005)

## Teatro

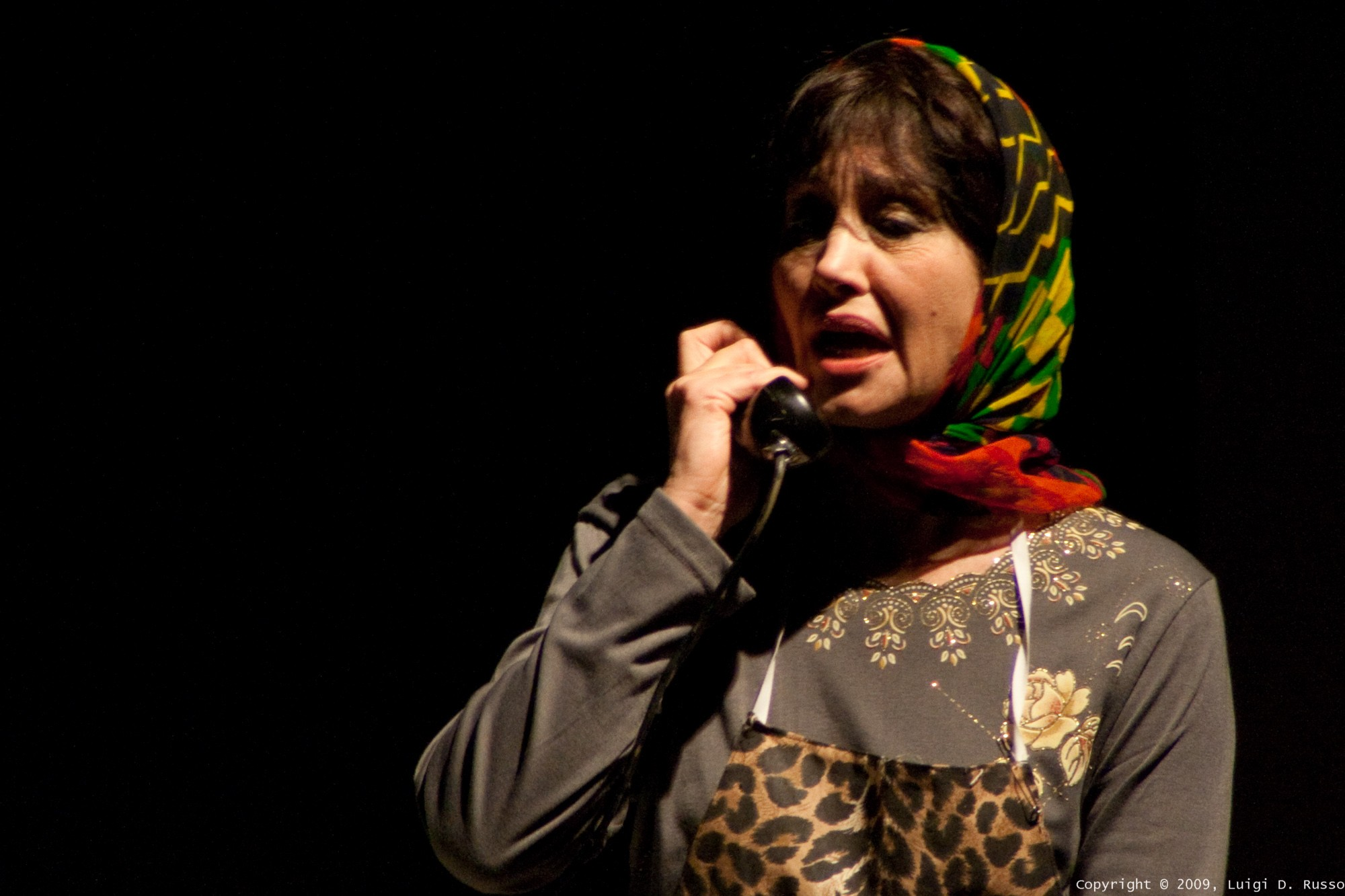
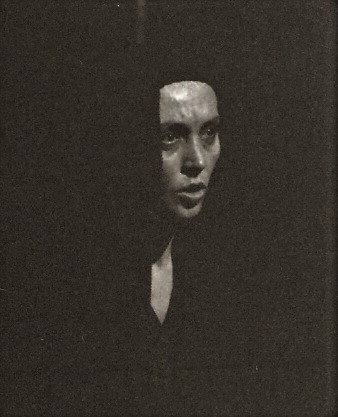
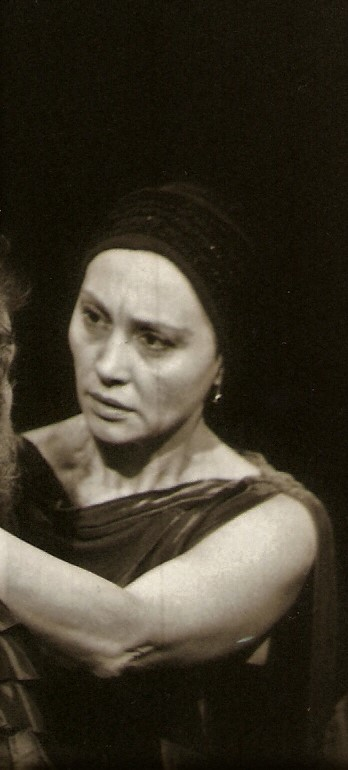

- Coriolano di W. Shakespeare, regia di Franco Enriquez, Teatro di Roma, 1975/76 (Virgilia)
- Il sipario ducale di Paolo Volponi, rid. teatr. di Vincenzo Cerami regia di Franco Enriquez, 1976 (Dirce)
- Misura per misura, di William Shakespeare, regia di Luigi Squarzina, Roma, Teatro Argentina, 21 dicembre 1976.
- Le donne gelose di Carlo Goldoni, regia di Francesco Macedonio, Stabile di Trieste, 1977/78 (Chiaretta)
- La brocca rotta di Heinrich von Kleist, regia di G. Pressburger, T.S.T, 1978/79 (Eva)
- Calderon di P.P. Pasolini, regia di Giorgio Pressburger, TST, 1979/80 (Rosaura)
- Karl Valentin Kabarett regia di Giorgio Pressburger, TST 1980/81
- Il malato immaginario di Molière, regia di A.R.Shammah, teatro Pierlombardo, 1982/83 (Belina)
- Tartuffo di Molière, teatro Pierlombardo, 1982/83 (Elmira)
- I promessi sposi alla prova di Giovanni Testori, regia di A.R.Shammah, teatro Pierlombardo, 1983/84 (Lucia)
- Edipo re di Sofocle, regia di Alessandro Vantini, 2001/2002 (Giocasta e Corifeo)
- Doppiaggio di Maricla Boggio, regia di Mario Prosperi, Teatro il Politecnico, 2002
- Attrice in carriera di Luciana Grifi, regia di Mario Prosperi, Il Politecnico, 2003/2004
- L'islamico di Mario Prosperi regia di M. Prosperi, Il Politecnico, 2004/2010 (Kadigia)
- Scene da De Monfort a cura di Isabella Imperiali, nell’ambito dell’Università (Jane de Monfort).

## Radio
- Hary Janos di Kodaly, regia di Giorgio Pressburger (1975-1981)
- Maledetta domenica di Massimo Ghirelli (1981)

## Opere
- Le materie della pittura, Libreria Editrice ASEQ, 1979, ISBN 9788885441439
- Un trattato universale dei colori, Il Ms.2861 della Biblioteca Universitaria di Bologna, 2012, ISBN 9788822260840